# 大村市立桜が原中学校
大村市立桜が原中学校（おおむらしりつ さくらがはらちゅうがっこう）は、長崎県大村市桜馬場二丁目にある公立中学校。

## 概要
歴史
生徒数の増加により、1987年（昭和62年）4月に大村市立西大村中学校および大村市立郡中学校から分離・独立する形で開校した。
校歌
開校した1987年（昭和62年）に制定。作詞は牛嶋知孝、作曲は山陸芳彦による。歌詞は3番まであり、各番に校名の「桜が原」が登場する。
校章
校名にちなみ桜の花弁5枚を背景にして、中央に「中」の文字を置いている。
校区
桜馬場一丁目 - 二丁目、古賀島町、森園町、松並二丁目、協和町、松山町、富の原一丁目 - 二丁目、原口町、今津町。
小学校区は大村市立富の原小学校、大村市立放虎原小学校区。

## 沿革
- 1987年（昭和62年）
  - 4月1日 - 大村市立西大村中学校と大村市立郡中学校より分離統合し、「大村市立桜が原中学校」が開校。
  - 4月6日 - 開校式を挙行。
  - 4月7日 - 第1回入学式を挙行。
  - 12月5日 - 開校記念式典を挙行。校旗・生徒会旗・学年旗・校歌を制定。開校記念碑を建立。
- 1989年（平成元年）2月22日 - 運動部クラブハウスが完成。
- 1994年（平成6年）3月4日 - 校舎を増築。教育用コンピュータ21台を導入。
- 1995年（平成7年）4月7日 - 特別支援学級を新設。
- 1996年（平成8年）9月15日 - 創立10周年記念として「校訓碑」を建立。
- 1997年（平成9年）12月24日 - 男子頭髪を自由化。
- 2000年（平成12年）9月14日 - 第1回学校開放日を実施。
- 2001年（平成13年）3月31日 - 生徒数増加のため、第2多目的室を普通教室へ改修。
- 2003年（平成15年）5月・6月 - 学校案内板を設置。
- 2006年（平成18年）4月 - 市内の公立小中学校で二学期制が導入される。
- 2010年（平成22年）9月 - 太陽光パネルが設置される。
- 2011年（平成23年）3月31日 - 武道場が完成。
- 2012年（平成24年）3月31日 - 校舎を増築。

## アクセス
最寄りの鉄道駅
- JR九州大村線 竹松駅
- 新大村駅

最寄りのバス停
- 路線バス - 県営バス 原口住宅前バス停
- 高速バス - 県営バス（長崎空港リムジンバス）桜馬場バス停

最寄りの国道・県道
- 国道34号
- 国道444号

## 周辺
- 大村市立富の原小学校
- 大村市立放虎原小学校
- 陸上自衛隊大村駐屯地

## 主な出身者
- 沖野将基（プロサッカー選手）
- 大瀬良大地（プロ野球選手）
- 林田明佳（元バスケットボール選手）
- 定方俊樹（陸上競技選手）
- 花尾恭輔（陸上競技選手）
- 廣中璃梨佳（陸上競技選手）
- 木下紗佑里（フリーダイビング選手）
- 田中沙百合（2016年ミス日本酒グランプリ）
- ねんど大介（お笑いタレント）

## 参考資料
- 大村市の教育 平成25年度 (PDF)  - 大村市ウェブサイト

## 関連事項
- 長崎県中学校一覧